# Schliebenbusch
Der Schliebenbusch ist ein Wohnplatz im Ortsteil Wolzig der Gemeinde Heidesee im Landkreis Dahme-Spreewald in Brandenburg.

## Geografische Lage
Der Wohnplatz liegt im äußersten Nordosten der Gemarkung von Heidesee und dort nördlich von Wolzig. Nördlich grenzt die Gemeinde Spreenhagen, östlich die Stadt Storkow (Mark) an. Im Westen liegt der Heideseer Ortsteil Friedersdorf. Südlich führt die Bahnstrecke von Königs Wusterhausen nach Frankfurt (Oder) am Wohnplatz vorbei. Die Flächen südlich dieser Bahnlinie sind bewaldet, die übrigen Flächen werden vorzugsweise landwirtschaftlich genutzt. Die westlich gelegenen Flächen werden dabei durch den Buschgraben, die östlich gelegenen Flächen durch den Kuppengraben II entwässert, die jeweils in den Storkower Kanal fließen.

## Geschichte und Etymologie
Im Jahr 1734 erschien in Alt Stahnsdorf erstmals ein Vorwerk mit einer Größe von 546 Morgen (Mg) zu 180 Quadratruten, die sich auf 471 Mg brauchbaren Acker, 10 Mg Gärten und 65 Mg Wiese aufteilten. Es war 1745 ein Amtsvorwerk des Amtes Storkow und 1798 auf 842 Mg Acker, Gärten und Wiese ausgebaut. Erstmals eigenständig urkundlich erwähnt wurde es erst im Jahr 1805 mit seiner heute noch genutzten Bezeichnung Schliebenbusch. Der Name leitet sich von einem Flurnamen der Schlieben Busch ab, der 1844 in einem Urmesstischblatt verzeichnet ist. Er setzt sich aus dem Familiennamen Schlieben zusammen, die im benachbarten Stahnsdorf Besitz hielten und der Endung -busch als Bezeichnung für einen Wald. Schliebenbusch war demnach ein Waldstück, das der Familie von Schlieben gehörte. Dort gab es spätestens im Jahr 1837 eine Meierei mit zwei Wohn- und sechs Wirtschaftsgebäuden. Im Jahr 1895 lebten dort 23 Personen in drei Wohngebäuden. Bis 1925 war ihre Anzahl auf 12 Personen zurückgegangen. Das Vorwerk kam als Ausbau zum Gemeindebezirk Wolzig und war dort ab 1931 ein Wohnplatz. Wolzig war bis 2003 eine eigenständige Gemeinde und wurde im genannten Jahr nach Heidesee eingegliedert.